# San Andrés de las Haciendas
San Andrés de las Haciendas es una localidad de municipio de Santiago Ixcuintla, Nayarit. (México).
Está localizada geográficamente en los 21º54'49" N y los 105º34'15" W; tiene una altitud de 5 m s. n. m..
Su población, según el censo de 2000; es de 1.494 habitantes. La población de San Andrés de las Haciendas, absorbió a la localidad de Mayorquín, en el año de 1990.
Su población, se dedica en gran medida a la pesca de constantino, róbalo, pargo y la captura de camarón de estero.
Existe una plaza pública, jardín de niños, escuela primaria, telesecundaria, bachillerato, comisariado ejidal, cooperativa pesquera y delegación municipal.
- Datos: Q5493626